# 門興格拉德巴赫—杜塞道夫鐵路
門興格拉德巴赫－杜塞道夫铁路（德語：Bahnstrecke Mönchengladbach–Düsseldorf）是德国北莱茵-威斯特法伦州的一條幹線鐵路，位在下莱茵地区的莱茵河左（西）岸，長24公里，全線基本上為雙線電化（使用架空線）。本線是由亞琛-杜賽道夫-魯爾鐵路公司興建，是德國最古老的鐵路之一，在1853與1854年間通車。  

## 現況
在莱茵－鲁尔城市快鐵開行後，本線進行了部分升級，在杜塞道夫與諾伊斯（Neuss）之间，雙線主線旁另建了雙線的快鐵用軌。  

## 铁路服务
至2018年，本線有RE 4（ Wupper-Express ）和RE 13（ Mass-Wupper-Express）等区域快車服务。城市快鐵的路線S 8行經全段區間，S 11與S 28行經杜塞道夫與诺伊斯區間。  